# Acystopteris
Acystopteris es un género de helechos perteneciente a la familia  Cystopteridaceae. Comprende 4 especies descritas y de estas, solo 3 aceptadas.

## Taxonomía
El género fue descrito por Takenoshin Nakai  y publicado en Botanical Magazine 47(555): 180. 1933. La especie tipo es Acystopteris japonica (Luerss.) Nakai.

## Especies aceptadas
A continuación se brinda un listado de las especies del género Acystopteris aceptadas hasta mayo de 2013, ordenadas alfabéticamente. Para cada una se indica el nombre binomial seguido del autor, abreviado según las convenciones y usos.
- Acystopteris japonica (Luerss.) Nakai
- Acystopteris taiwaniana (Tagawa) Á. Löve & D. Löve
- Acystopteris tenuisecta (Blume) Tagawa